# Alejandro Alamino
Gustavo Alejandro Alamino (Bella Vista, Tucumán, 1 de marzo de 1971) es un exfutbolista argentino que jugaba como delantero.

## Trayectoria

### Bella Vista
Alamino debutó con la camiseta de Bella Vista en 1989. Jugó en el club de Leales hasta 1994.

### Atlético Tucumán
En el año 1995 dio el salto en su carrera, cuando se mudó a San Miguel de Tucumán,  para vestir la camiseta de Atlético Tucumán.

### La Florida
En el 2002 pasó a La Florida. En su primer año se consagró campeón de la Liga Tucumana, por primera vez en la historia del club. En 2003 formó parte de uno de los mejores años de la institución, cuando mandó a la Liga Tucumana al clásico rival de Atlético Tucumán, y obtuvo el ascenso al Argentino A, al consagrarse campeón del Argentino B. En el tricolor jugó hasta el 2005.

### Ñuñorco
En 2005 se sumó a Ñuñorco. Disputó una temporada en el equipo monterizo.

## Clubes
| Club             | País      |
| ---------------- | --------- |
| Bella Vista      | Argentina |
| Atlético Tucumán | Argentina |
| La Florida       | Argentina |
| Ñuñorco          | Argentina |

## Palmarés
| Título        | Equipo     | País      | Año     |
| ------------- | ---------- | --------- | ------- |
| Liga Tucumana | La Florida | Argentina | 2002    |
| Argentino B   | La Florida | Argentina | 2002/03 |